# Premična kulturna dediščina
Premična kulturna dediščina so posamezni predmeti ali skupine predmetov, ki so nastali kot rezultat ustvarjalnosti človeka in njegovih različnih dejavnosti, družbenega razvoja in dogajanj, značilnih za posamezna obdobja. Premična kulturna dediščina, ki jo hranijo muzeji, arhivi in knjižnice je z zakonom razglašena za spomenik. Kot narodno bogastvo poleg muzejskih predmetov štejejo še s posebnimi akti razglašeni kulturni spomeniki državnega in lokalnega pomena, arheološki predmeti, elementi kot sestavni del spomenika, ki je bil razstavljen, predmeti, ki so del opreme ali zbirke cerkva ali cerkvene ustanove in tisti predmeti, ki imajo za državo kulturno vrednost zaradi zgodovinskega, umetnostnega, znanstvenega ali splošnega človeškega pomena.

## Zvrsti premične kulturne dediščine
Tabela spodaj prikazuje zvrsti premične dediščine, ki jih določa Pravilnik o seznamih zvrsti dediščine in varstvenih usmeritvah
| Zvrst                                       | Opis | Podzvrsti |
| Orožje                                      | stvari, namenjene vojskovanju in osebni zaščiti | strelne naprave, strelivo in hladno orožje, oborožitveni dodatki in bojna vozila |
| Orodje                                      | stvari in sredstva za pridelavo, obdelavo in predelavo različnih materialov ter izdelavo drugih stvari                                                                 | orodja in pripomočki namenjeni poljedelstvu, živinoreji, lovu in ribolovu, gozdarstvu, gradbeni, tekstilni in prehrambni dejavnosti, izdelavi osebnih in drugih predmetov, ter medicinska in druga oprema |
| Stavbna oprema                              | vse vrste posameznih gradbenih elementov iz različnih materialov | posamezni arhitekturni elementi, ornamenti in arhitekturna plastika, fragmenti ter vse vrste elementov ljudskega stavbarstva in bivališč za živali                                                        |
| Bivalna oprema                              | stvari, izdelane ali uporabljane kot del notranje opreme stanovanjskih in delovnih prostorov                                                                           | |
| Oblačila in osebni predmeti                 | stvari, namenjene zaščiti človeškega telesa | obleka, obutev, perilo, vrhnja obleka, pokrivalo, oblačilni dodatki, nakit, oblačila, ki izražajo pripadnost oziroma identiteto                                                                           |
| Prometna in transportna sredstva            | stvari, ki omogočajo lažje in hitrejše premikanje ljudi in tovora po kopnem, vodi in zraku, in njihovi deli                                                            | |
| Predmeti za igro in prosti čas              | vse vrste igrač in iger | |
| Umetniški predmeti                          | umetniške stvaritve ali druga dela vizualne umetnosti, primarno ustvarjene zaradi estetskih, kontemplativnih in konceptualnih namenov in ne zaradi njihove uporabnosti | originalna umetniška dela v klasičnih medijih, v novejših medijih in v drugih oblikah |
| Predmeti uporabne umetnosti                 | predmeti umetne obrti, industrijskega in unikatnega oblikovanja | |
| Obredni predmeti                            | stvari, povezane z religioznim obredjem, ljudskim verovanjem in vraževerjem                                                                                            | |
| Predmeti komunikacije                       | stvari, namenjene različnim načinom komuniciranja med posamezniki ali z javnostjo s pomočjo različnih medijev                                                          | |
| Grbi, zastave, nagrade in priznanja         | stvari, povezane z označevanjem pripadnosti državi, skupnosti in združenju, ter stvari, povezane s priznanji za dosežke, dejanja in dela                               | grbi, zastave, nagrade, priznanja, odlikovanja, plakete, medalje, značke, posvetne insignije in podobno                                                                                                   |
| Sredstva za trgovino in bančništvo          | stvari, ki imajo vlogo menjalnega sredstva v trgovini in bančništvu | plačilna sredstva, vrednostni papirji, obveznice in podobno |
| Predmeti za prikaze in ponazoritve          | stvari iz različnih materialov, ki prikazujejo prostor, naselja, stavbe, stroje, predmete, osebe in dogajanja v določenem merilu                                       | skice in načrti, zemljevidi, tridimenzionalne kopije ter dokumentarna gradiva in fotografije |
| Stroji in naprave                           | stvari za pogon, serijsko izdelavo in predelavo izdelkov | stroji in deli strojev, ki izkoriščajo tradicionalne in alternativne vire energije |
| Predmeti izobraževanja, znanosti in tehnike | predmeti, namenjeni izobraževanju, in izvirni inštrumenti ter pripomočki, ki so se uporabljali za namene izumiteljskega raziskovanja na področju znanosti in tehnike   | |
| Geološki predmeti                           | nepremična dediščina, ki je ni mogoče uvrstiti v nobeno od naštetih zvrsti                                                                                             | fosili in paleontološko gradivo, minerali in mineraloško gradivo, kamnine in petrološko gradivo, rude in gradivo rud, premog in gradivo premogov                                                          |
| Botanični predmeti                          | vzorci rastlin skupaj s predmeti za njihovo shranjevanje | |
| Zoološki predmeti                           | suho preparirano gradivo vretenčarskega in nevretenčarskega izvora | gradivo, shranjeno v fiksativu, zamrznjeno gradivo, mikroskopski preparati in podobno |
| Človeški ostanki                            | ostanki (delov) človeškega telesa, ki jih hranijo muzeji v svojih zbirkah kot kulturno občutljivo gradivo                                                              | človeško okostje, mumija, vsebina žare, relikvija |
| Glasbila                                    | priprave, ki izkoriščajo človeške in mehanske sile ali električno energijo za izvajanje zvokov določene višine, zvenov določljivih sestavin in ritmično urejenih šumov | |
| Drugi predmeti zgodovinskega pomena         | predmeti premične dediščine, ki jih ni možno uvrstiti v nobeno od zgoraj navedenih zvrsti                                                                              | |

## Nacionalno bogastvo
Nacionalno bogastvo je kategorija, ki je posebej opredeljena v Zakonu o varstvu kulturne dediščine. To so premičnine, ki sodijo v eno izmed zvrsti kulturne dediščine, ki je navedena v Prilogi Uredbe 3911/92/EGS in za katere je zaradi njihovega pomena omejen iznos ali izvoz iz Republike Slovenije oz. je pri trgovanju in hranjenju potrebno slediti določenim ukrepom.
Izpolnjevati mora eno ali več od naslednjih zahtev:
- ima status spomenika,
- je več kot 100 let stara arheološka najdba, ki izhaja iz izkopavanj in najdišč na kopnem ali pod vodo,
- je več kot 100 let star sestavni del nepremičnega spomenika, ki je bil razstavljen,
- je inventarizirana kot del zbirke muzeja, vpisanega v razvid iz 87. člena tega zakona, kot del zbirke javnega arhiva ali javne knjižnice ali kot pritiklina ali del zbirke cerkve ali druge verske skupnosti ali
- ima za Republiko Slovenijo kulturno vrednost zaradi svojega pomena.